# Acontius
Acontius Karsch, 1879 è un genere di ragni appartenente alla famiglia Cyrtaucheniidae.

## Distribuzione
Delle dieci specie oggi note di questo genere, ben nove sono state rinvenute nell'Africa subsahariana: unica eccezione, la A. australis, reperita in Argentina.

## Tassonomia
Questo genere è stato trasferito dalla famiglia Ctenizidae Thorell, 1887, e considerato un sinonimo anteriore di Aporoptychus Simon, 1886, a seguito di un lavoro di Raven (1985a).
Dal 1985 non vengono rinvenuti esemplari di questo genere.
Attualmente, a giugno 2012, si compone di 10 specie:
- Acontius aculeatus (Simon, 1903) — Guinea Equatoriale
- Acontius africanus (Simon, 1889) — Africa occidentale, Congo
- Acontius australis (Simon, 1886) — Argentina
- Acontius hartmanni Karsch, 1879[2] — Africa occidentale
- Acontius humiliceps (Simon, 1907) — Bioko (Golfo di Guinea)
- Acontius lamottei (Dresco, 1972) — Costa d'Avorio
- Acontius lawrencei (Roewer, 1953) — Congo
- Acontius lesserti (Roewer, 1953) — Congo
- Acontius machadoi (Lessert, 1938) — Congo
- Acontius stercoricola (Denis, 1955) — Guinea

### Specie trasferite
- Acontius decoratus (Lessert, 1938); trasferita al genere Ancylotrypa Simon, 1889[1].